# Friedrich Lehne von Lehnsheim
Friedrich Maria Ferdinand Freiherr Lehne von Lehnsheim (* 8. Jänner 1870 in Wien; † 7. Juli 1951 in Grundlsee) war ein österreichischer Beamter und 1918 kurzzeitig Leiter des k.k. Ministeriums für Landesverteidigung.
Friedrich Lehne von Lehnsheim studierte nach Besuch des Gymnasiums Rechtswissenschaft an der Universität Wien und schloss das Studium mit der Promotion ab. 1893/94 diente er als Einjährig-Freiwilliger beim Korpsartillerieregiment Nr. 2. Nach Waffenübungen erreichte er 1897 den Dienstgrad „Leutnant in der Reserve“.
Im Februar 1893 trat er als Konzeptspraktikant in die niederösterreichische Statthalterei ein und wurde im April 1895 in das Unterrichtsministerium einberufen. Noch im selben Jahr wurde er in das  Ministerium für Landesverteidigung überstellt. Ab 1914 leitete er dort die politische Sektion. 1916 wurde er zum Sektionschef ernannt.
Von 27. Oktober 1918 bis 11. November 1918 war er im Ministerium Lammasch mit der Leitung des Ministeriums für Landesverteidigung betraut. Am 1. Dezember 1918 wurde er als Beamter pensioniert.
In der Ersten Republik wurde er von Mai 1919 bis 1923 zur Mitarbeit an den Durchführungsbestimmungen zum Invalidenentschädigungsgesetz herangezogen. Von Juni 1919 bis 1923 wurde er vom Landeshauptmann von Niederösterreich auch mit dem Vorsitz in der Invalidenentschädigungskommission betraut.
Friedrich Lehne war verheiratet und hatte drei Kinder. Einer seiner beiden Söhne war der Jurist Friedrich Lehne.

## Ehrungen
- Im Februar 1916 wurde Friedrich Lehne von Lehnsheim des Ritterkreuz des Leopoldordens verliehen.[3]
- Im August 1918 wurde ihm der Orden der Eisernen Krone II. Klasse verliehen.[4]

## Belege
1. ↑  Beim Neujahrs-Avancement …. In: Wiener Salonblatt, 3. Jänner 1897, S. 6 (online bei ANNO).
2. ↑  (Die Invalidenentschädigung). In: Wiener Zeitung, 29. Juni 1919, S. 2 (online bei ANNO).
3. ↑  Lokal-Nachrichten – Auszeichnungen. In: Badener Zeitung, 12. Februar 1916, S. 3 (online bei ANNO).
4. ↑  Amtlicher Teil. In: Wiener Zeitung, 24. August 1918, S. 1 (online bei ANNO).

| Personendaten    | Personendaten |
| ---------------- | --- |
| NAME             | Lehne von Lehnsheim, Friedrich                                                                                             |
| ALTERNATIVNAMEN  | Lehne von Lehnsheim, Friedrich Maria Ferdinand Freiherr (vollständiger Name); Lehne-Lehnsheim, Friedrich; Lehne, Friedrich |
| KURZBESCHREIBUNG | österreichischer Beamter und Leiter des k.k. Ministeriums für Landesverteidigung                                           |
| GEBURTSDATUM     | 8. Januar 1870 |
| GEBURTSORT       | Wien |
| STERBEDATUM      | 7. Juli 1951 |
| STERBEORT        | Grundlsee, Österreich |